# GSC3987-2068
GSC3987-2068 — хімічно пекулярна зоря спектрального класу A2, що має видиму зоряну величину в смузі V приблизно 10,1.